# Breeders' Cup Distaff
Groupe 1
La Breeders' Cup Distaff, nommée Breeders' Cup Ladies' Classic de 2008 à 2012, est l'une des épreuves de la Breeders' Cup.
Cette course s'adresse aux pouliches et juments de 3 ans et plus, et se déroule sur la distance de 1 800 m sur le dirt. L'allocation s'élève à 2 000 000 $
NB : la course s'est disputée sur 2 000 m de 1984 à 1987.

## Palmarès
| Année | Hippodrome         | Vainqueur          | Pays       | Père             | Jockey             | Entraîneur        | Propriétaire                     | Deuxième          | Troisième         | Temps   |
| ----- | ------------------ | ------------------ | ---------- | ---------------- | ------------------ | ----------------- | -------------------------------- | ----------------- | ----------------- | ------- |
| 2024  | Del Mar            | Thorpedo Anna      | États-Unis | Fast Anna        | Brian Hernandez    | Kennie McPeek     | J. Hicks, Magdalena Racing & Co. | Raging Sea        | Candied           | 1'49"10 |
| 2023  | Santa Anita Park   | Idiomatic          | États-Unis | Curlin           | Florent Géroux     | Brad Cox          | Juddmonte Farms                  | Randomized        | Le Da Vida        | 1'50"57 |
| 2022  | Keeneland          | Malathaat          | États-Unis | Curlin           | John Velazquez     | Todd Pletcher     | Shadwell Stable                  | Blue Stripe       | Clairiere         | 1'49"07 |
| 2021  | Del Mar            | Marche Lorraine    | Japon      | Orfevre          | Oisin Murphy       | Yoshito Yahagi    | U Carrot Farm Co. Ltd            | Dunbar Road       | Malathaat         | 1'47"67 |
| 2020  | Keeneland          | Monomoy Girl       | États-Unis | Tapizar          | Florent Géroux     | Brad H. Cox       | M. Dubb, Monomoy Stables & al    | Valiance          | Dunbar Road       | 1'47"84 |
| 2019  | Santa Anita Park   | Blue Prize         | Argentine  | Pure Prize       | Joe Bravo          | Ignacio Correas   | Merriebelle Stable LLC           | Midnight Bisou    | Serengeti Empress | 1'50"50 |
| 2018  | Churchill Downs    | Monomoy Girl       | États-Unis | Tapizar          | Florent Géroux     | Brad H. Cox       | M. Dubb, Monomoy Stables & al    | Wow Cat           | Midnight Bisou    | 1'49"79 |
| 2017  | Del Mar            | Forever Unbridled  | États-Unis | Unbridled's Song | John Velasquez     | Dallas Stewart    | Charles E. Fipke                 | Abel Tasman       | Paradise Woods    | 1'50"25 |
| 2016  | Santa Anita Park   | Beholder           | États-Unis | Henny Hughes     | Gary Stevens       | Richard Mandella  | Spendthrift Farm Llc             | Songbird          | Forever Unbridled | 1'49"22 |
| 2015  | Keeneland          | Stopchargingmaria  | États-Unis | Tale of the Cat  | Javier Castellano  | Todd Pletcher     | Town & Country Farms             | Stellar Wind      | Curalina          | 1'48"98 |
| 2014  | Santa Anita Park   | Untapable          | États-Unis | Tapit            | Rosie Napravnik    | Steve Asmussen    | Winchell Thoroughbreds           | Dont Tell Sophia  | Iotapa            | 1'48"68 |
| 2013  | Santa Anita Park   | Beholder           | États-Unis | Henny Hughes     | Gary Stevens       | Richard Mandella  | Spendthrift Farm Llc             | Close Hatches     | Authenticity      | 1'47"77 |
| 2012  | Santa Anita Park   | Royal Delta        | États-Unis | Empire Maker     | Mike E. Smith      | Bill Mott         | Besilu Stables LLC               | My Miss Aurelia   | Include Me Out    | 1'48"80 |
| 2011  | Churchill Downs    | Royal Delta        | États-Unis | Empire Maker     | José Lezcano       | Bill Mott         | Palides Investments NV           | Its Tricky        | Pachattack        | 1'50"78 |
| 2010  | Churchill Downs    | Unrivaled Belle    | États-Unis | Unbridled's Song | Kent Desormeaux    | Bill Mott         | G&P Seidler & P.Vegso            | Blind Luck        | Havre De Grace    | 1'50"04 |
| 2009  | Santa Anita Park   | Life is Sweet      | États-Unis | Storm Cat        | Garrett K. Gomez   | John Shirreffs    | Pam & Martin Wygod               | Mushka            | Music Note        | 1'50"11 |
| 2008  | Santa Anita Park   | Zenyatta           | États-Unis | Street Cry       | Mike E. Smith      | John Shirreffs    | Ann & Jerry Moss                 | Cocoa Beach       | Music Note        | 1'46"85 |
| 2007  | Monmouth Park      | Ginger Punch       | États-Unis | Awesome Again    | Rafael Bejarano    | Bobby Frankel     | Frank Stronach                   | Hystericalady     | Octave            | 1'50"11 |
| 2006  | Churchill Downs    | Round Pond         | États-Unis | Awesome Again    | Edgar Prado        | Michael Matz      | Fox Hill Farm                    | Happy Ticket      | Balletto          | 1'50"50 |
| 2005  | Belmont Park       | Pleasant Home      | États-Unis | Seeking the Gold | Cornelio Velasquez | Shug McGaughey    | Ogden Mills Phipps               | Society Selection | Ashado            | 1'48"34 |
| 2004  | Lone Star Park     | Ashado             | États-Unis | Saint Ballado    | John Velazquez     | Todd Pletcher     | Pletcher, Saylor, Martin, Wolf   | Storm Flag Flying | Stellar Jayne     | 1'48"26 |
| 2003  | Santa Anita Park   | Adoration          | États-Unis | Honor Grades     | Pat Valenzuela     | David Hofmans     | Amerman Racing, LLC              | Elloluv           | Got Koko          | 1'49"17 |
| 2002  | Arlington Park     | Azeri              | États-Unis | Jade Hunter      | Mike E. Smith      | Laura de Seroux   | Allen E. Paulson                 | Farda Amiga       | Imperial Gesture  | 1'48"64 |
| 2001  | Belmont Park       | Unbridled Elaine   | États-Unis | Unbridled's Song | Pat Day            | Dallas Stewart    | Roger J. Devenport               | Spain             | Two Item Limit    | 1'49"21 |
| 2000  | Churchill Downs    | Spain              | États-Unis | Thunder Gulch    | Victor Espinoza    | D. Wayne Lukas    | The Thoroughbred Corp.           | Surfside          | Heritage of Gold  | 1'47"66 |
| 1999  | Gulfstream Park    | Beautiful Pleasure | États-Unis | Maudlin          | Jorge Chavez       | John T. Ward, Jr. | John C. Oxley                    | Banshee Breeze    | Heritage of Gold  | 1'47"56 |
| 1998  | Churchill Downs    | Escena             | États-Unis | Strawberry Road  | Gary Stevens       | Bill Mott         | Allen E. Paulson                 | Banshee Breeze    | Keeper Hill       | 1'49"89 |
| 1997  | Hollywood Park     | Ajina              | États-Unis | Strawberry Road  | Mike E. Smith      | Bill Mott         | Allen E. Paulson                 | Sharp Cat         | Escena            | 1'47"20 |
| 1996  | Woodbine Racetrack | Jewel Princess     | États-Unis | Key to the Mint  | Corey Nakatani     | Wallace Dollase   | R.Stephen/The Thoroughbred Corp. | Serena's Song     | Different         | 1'48"40 |
| 1995  | Belmont Park       | Inside Information | États-Unis | Private Account  | Mike E. Smith      | Shug McGaughey    | Ogden Mills Phipps               | Heavenly Prize    | Lakeway           | 1'46"15 |
| 1994  | Churchill Downs    | One Dreamer        | États-Unis | Relaunch         | Gary Stevens       | Thomas Proctor    | Glen Hill Farm                   | Heavenly Prize    | Miss Dominique    | 1'50"79 |
| 1993  | Santa Anita Park   | Hollywood Wildcat  | États-Unis | Storm Cat        | Eddie Delahoussaye | Neil Drysdale     | Irving & Marjorie Cowan          | Paseana           | Re Toss           | 1'48"35 |
| 1992  | Gulfstream Park    | Paseana            | États-Unis | Ahmad            | Chris McCarron     | Ron McAnally      | Sidney H. Craig                  | Versailles Treaty | Magical Maiden    | 1'48"17 |
| 1991  | Churchill Downs    | Dance Smartly      | Canada     | Danzig           | Pat Day            | James E. Day      | Sam-Son Farm                     | Versailles Treaty | Brought To Mind   | 1'50"95 |
| 1990  | Belmont Park       | Bayakoa            | Argentine  | Consultant's Bid | Laffit Pincay, Jr. | Ron McAnally      | Janis & Frank Whitham            | Colonial Waters   | Valay Maid        | 1'49"20 |
| 1989  | Gulfstream Park    | Bayakoa            | Argentine  | Consultant's Bid | Laffit Pincay, Jr. | Ron McAnally      | Janis & Frank Whitham            | Gorgeous          | Open Mind         | 1'47"40 |
| 1988  | Churchill Downs    | Personal Ensign    | États-Unis | Private Account  | Randy Romero       | Shug McGaughey    | Ogden Phipps                     | Winning Colors    | Goodbye Halo      | 1'52"00 |
| 1987  | Hollywood Park     | Sacahuista         | États-Unis | Raja Baba        | Randy Romero       | D. Wayne Lukas    | B. A. Beal & L. R. French, Jr.   | Clabber Girl      | Oueee Bebe        | 2'02"80 |
| 1986  | Santa Anita Park   | Lady's Secret      | États-Unis | Secretariat      | Pat Day            | D. Wayne Lukas    | Eugene V. Klein                  | Frans Valentine   | Outstandingly     | 2'01"20 |
| 1985  | Aqueduct Racetrack | Life's Magic       | États-Unis | Cox's Ridge      | Angel Cordero, Jr. | D. Wayne Lukas    | Mel Hatley & Eugene V. Klein     | Lady's Secret     | Dontstop Themusic | 2'02"00 |
| 1984  | Hollywood Park     | Princess Rooney    | États-Unis | Verbatim         | Eddie Delahoussaye | Neil Drysdale     | Paula J. Tucker                  | Life's Magic      | Adored            | 2'02"40 |